# Зверинец (Павловск)
Звери́нец — исторический район в городе Павловске Пушкинского района Санкт-Петербурга. Расположен между улицами Красного Курсанта, Звериницкой улицей, Пограничной Фёдоровской дорогой и улицей Обороны.
Зверинец был создан в 1780-х годах по проекту архитектора Чарльза Камерона. Здесь содержались олени и ослы.

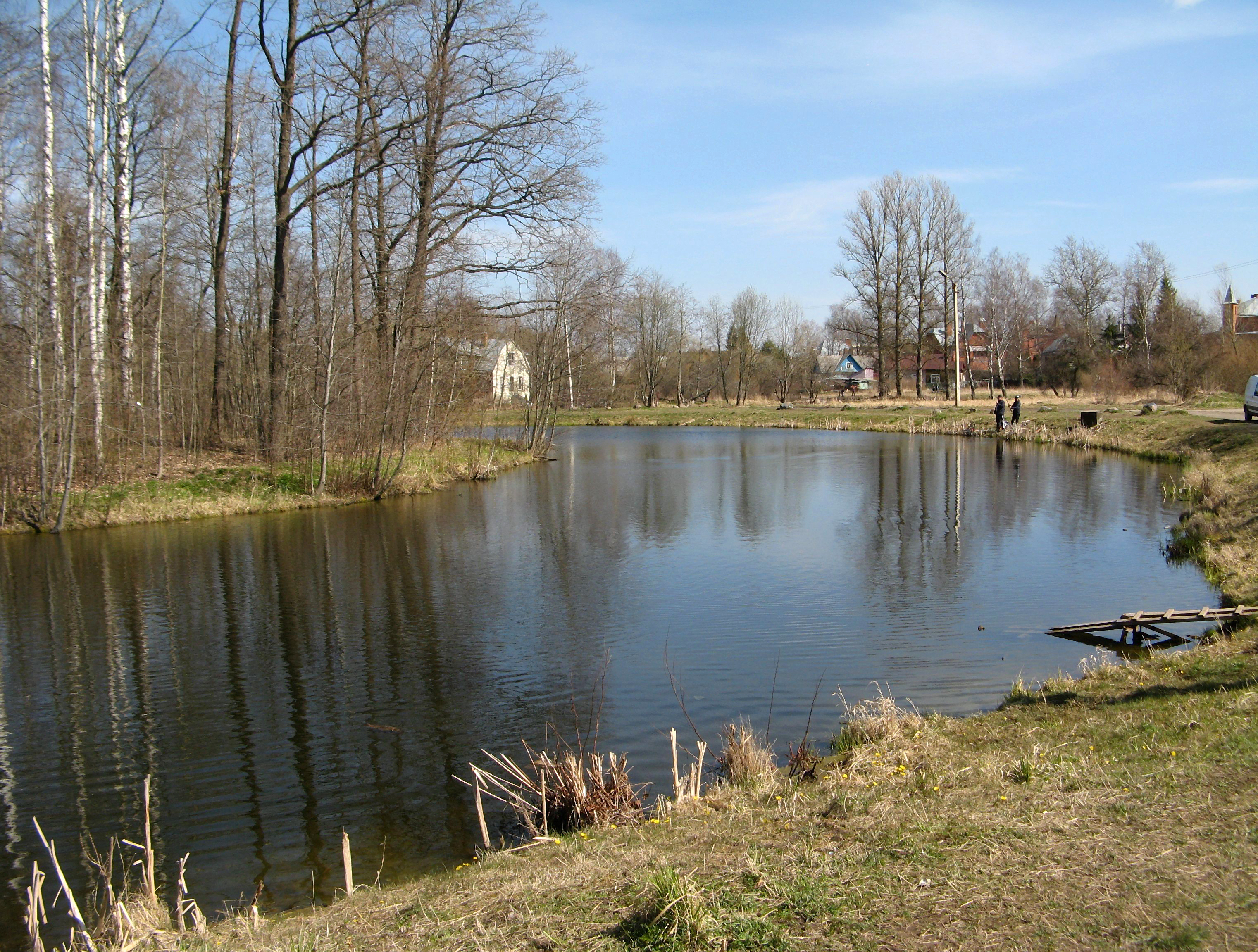
Круглый пруд

В состав Зверинца входила также ферма Молочня. Она была построена в 1782 году по указанию великой княгини Марии Фёдоровны, жены владельца Павловска будущего императора Павла I. В Молочне содержались подаренные императрицей Екатериной II коровы красно-бурой масти ливонской породы.
В соответствии с проектом Камерона, планировка Зверинца имела строгую геометрическую форму. В центре расположен Круглый пруд с круглым островом, от которого в разные стороны отходили восемь лучей. Ныне это 2-я Краснофлотская улица, улица Кучумова (ныне не доходит до пруда), улица Маяковского, улица Матросова, улица Чернышевского, пока безымянный Казарменный переулок (ныне не доходит до пруда), переулок Красного Курсанта (ныне не доходит до пруда), улица Луначарского.
Вокруг Круглого пруда планировались две круглых улицы разного диаметра: меньшая — улица Круглый Пруд, большая — Социалистическая улица (восточная окружность) и пока безымянная Окружная улица (западная окружность).
Также были созданы несколько водоемов. Помимо Круглого пруда, это пруд на улице Декабристов южнее перекрестка с переулком Красного Курсанта, пруд южнее улицы Круглый Пруд между 2-й Краснофлотской улицей и улицей Маяковского.
С момента создания Зверинца улицы в нем носили необычные названия в форме родительного падежа, характерной в то время для наименований парковых аллей и дорожек (до сего дня ни одно из них не сохранилось): проспект Бурой Коровы (ныне улица Декабристов), проспект Зверинца (Звериницкая улица), проспект Обелиска (переулок Красного Курсанта), проспект Новой Деревни (улица Красного Курсанта), проспект Каменных Ворот (улица Луначарского), проспект Ясного Неба (2-я Краснофлотская улица и улица Чернышевского).
Сегодня Зверинец является памятником архитектуры регионального значения под названием «Зверинец. Сохранившаяся историческая планировка с водной системой и старовозрастными деревьями».